# Tiltonsville (Ohio)
Tiltonsville est un village américain situé dans le comté de Jefferson, dans l'Ohio. Selon le recensement de 2010, sa population est de 1 372 habitants.